# Michail Semjonowitsch Swetin
Michail Semjonowitsch Swetin (russisch Михаил Семёнович Светин, ukrainisch Михайло Семенович Свєтін Mychajlo Semenowytsch Swjetin, Geburtsname Михаил Соломонович Гольцман Michail Solomonowitsch Golzman; * 11. Dezember 1929 in Kiew, Ukrainische SSR; † 30. August 2015 in Gattschina, Russische Föderation) war ein sowjetischer Film- und Theaterschauspieler.

## Leben
Michail Swetin kam im Oktober-Krankenhaus nahe dem Bessarabska-Platz in Kiew zur Welt. Sein Vater war ein Arbeiter aus Kryschopil in der Oblast Winnyzja und seine Mutter war belarussischer Herkunft.
Swetin absolvierte 1955 die Oboenklasse der Kiewer Musikhochschule. Nach seinem Wehrdienst wollte er am Staatlichen Institut für Theaterkunst studieren, wurde jedoch nicht aufgenommen und spielte stattdessen am Arkadi-Raikin-Theater. Von 1956 an spielte er an den Theatern der Städte Kamyschin, Kemerowo, Petropawl, Irkutsk, Pensa und Petrosawodsk, sowie kurzzeitig am Kiewer Operettentheater. 1970 wechselte er ans Malyj-Dramentheater nach Leningrad und ab 1980 ans Akimow-Komödientheater in Leningrad, wo er bis zu seinem Tod tätig war. Er starb 84-jährig in Gattschina und wurde in Sankt Petersburg bestattet.
Michail Swetin spielte, hauptsächlich in komödiantischen Rollen, in 120 Filmen mit. Er war mit der Schauspielerin Bronislawa Proskurnina (1941–2022) verheiratet.

## Filmografie (Auswahl)
- 1974: Agonia (Агония)
- 1975: Laßt das mal Afonja machen (Афоня)
- 1975: Der Specht kennt keine Kopfschmerzen (Ne bolit golowa u djatla)
- 1977: Stepans Vermächtnis (Степанова памятка)
- 1987: Der Mann vom Kapuziner-Boulevard (Человек с бульвара Капуцинов)
- 1989: Don Cézar de Bazan (Дон Сезар де Базан)
- 1989: Cyrano de Bergerac (Сирано де Бержерак)

## Ehrungen
- 1987 Verdienter Künstler der RSFSR[3]
- 1996 Volkskünstler Russlands[3]
- 2004 Orden der Ehre (Russland)[3]
- 2009 Verdienstorden für das Vaterland[3]